# Sponer Andor
Sponer Andor (Nagylomnic, 1843. február 6. – Nagylomnic, 1917. november 22.) jogi doktor, megyei árvaszéki elnök, országgyűlési képviselő.

## Élete
A gimnáziumi tanfolyamot Késmárkon 1860-ban befejezvén, 1865-ig Pesten az egyetemen jogi és bölcseleti tanulmányokkal foglalkozott és 1865. júliusban jog- és államtudományi doktori oklevelet nyert; ekkor joggyakorlatot folytatott a királyi táblánál és ügyvédi irodában. 1867. májusban Szepes megye törvényszéki jegyzőjévé választották és 1870 végéig Lőcsén hivataloskodott. 1871-ben lemondott hivataláról és április 24-én nőül vette Görgey Idát, Görgey Kornél altábornagy leányát. Azon időtől fogva 1878-ig nagylomnici birtokának kezelésével, de eközben mint a megye tiszteletbeli főjegyzője, később evangélikus esperességi felügyelő és kataszteri járásbirósági elnök sat., a közügyekkel is sűrűn foglalkozott. 1878. márciusban a késmárki kerület országgyűlési képviselővé választotta, s ezen kerületet képviselte 1883. december haváig, midőn egyhangúlag Szepes megye árvaszéki elnökévé választatott, ekkor mandátumáról lemondott. Hivatalát három és fél évig viselte, midőn az 1887. évi általános választások alkalmával egyhangúlag a szepesszombati kerület szabadelvűpárti képviselőjévé választotta.
A napilapokban közlött közgazdasági cikkein kívül, (a Pester Lloydban 1877. májusban r. r. jegy alatt megjelent cikktől kezdve) francia és angol költők műveiből fordított magyarra, így a Hölgyfutárban (1860-63. Byron, Thomas Moore, Goethe, Beranger, Heine, Geibel, Uhland, Victor Hugo), a Nővilágban, Nefelejtsben sat., a Pesti Naplóban (1889. 355. sz. a Byron, Ineshez, Childe Heroldjából), a Budap. Szemlében (1888-89., 1891. Byron, Heine, A mór király); úgyszintén magyar költőkből sokat fordított németre.

## Művei
- Dichtungen von Johann Arany. Aus dem Ungarischen übertragen, Leipzig, 1880. (Ism. Egyet. Philol. Közlöny IV.)
- Die Tragödie des Meschen. Dramatisches gedicht von Emerich von Madách. Uo. 1891. (Szerző életrajzával. 2. kiadás. Uo. 1899.)
- Alexander Petőfi's ausgewählte Gedichte. Aus dem Ungarischen übersetzt und mit Anmerkungen verseben. Uo. 1895.
- Mikszáth, Erzählungen. Aus dem Ungarischen. Uo. (1897. Meyer's Volksbücher 1187., 1188.).
- Gesammelte Schriften von Koloman Mikszáth. Autorisirte Übersetzung aus dem Ungarischen. I. Serie in 6 Bänden. Uo. 1899. (I. Das Gespenst in Lubló, III. Die Kavaliere, IV. Frühlingstriebe und andere Geschichten).
- Mikszáth, Des Feldzeugmeisters Tod, Servus Vetter Paul! Zwei Novellen. Aus d. Ung. Uo. (1902. Meyer's Volksbücher 1310.)
- Heine Henrik válogatott költeményei. Németből ford. 2. bőv. kiadás. Bpest, 1906. (Ism. Vasárnapi Ujság 44. sz., Egyet. Philol. Közlöny).